# ヨハン・シュトラウス1世
ヨハン・シュトラウス1世（ドイツ語: Johann Strauss I. (Vater)、1804年3月14日 - 1849年9月24日）は、オーストリア帝国のウィーンを中心に活躍した作曲家、指揮者、ヴァイオリニスト。ヨハン・シュトラウス（父）ともいう。
ヨーゼフ・ランナーと「ワルツ合戦」と呼ばれる熾烈な競争を繰り広げたことで知られ、代表作には『ラデツキー行進曲』やワルツ『ローレライ＝ラインの調べ』などがある。
生前は「ワルツ王」と呼ばれたが、死後には長男ヨハン・シュトラウス2世にその名は継承され、代わりに「ワルツの父」と呼ばれるようになった。音楽一家としてのシュトラウス家の始祖であり、二男ヨーゼフ・シュトラウスや四男エドゥアルト・シュトラウス1世も音楽家になり、さらにはその子孫からも音楽家となる者が出た。

## 生涯

### 前半生
1804年3月14日、ウィーンのレオポルトシュタットのフロリアン通りで生まれる。父フランツ・ボルギアスはここで居酒屋「聖フロリアン」を経営していた。幼い頃からヨハンは、その風貌から「ムーア人顔」というあだ名で呼ばれていた。ヨハンはこのあだ名をとても気に入っている様子だったという。
4歳の頃に一家はワイントラウベン通りに転居し、新たに「良き羊飼い」という居酒屋を開いたが、ヨハンが幼いころに倒産してしまった。ナポレオン戦争とウィーン会議によってオーストリアの財政は逼迫し、社会は深刻な不景気に陥っていたのである。母バーバラは過労によって病死し、父フランツ・ボルギアスは借金苦からドナウ川に投身自殺をしてしまう。孤児となったヨハンは親戚に引き取られ、製本屋に丁稚奉公をするようになった。

### パーマー楽団に入団
ある日、ヨハンは奉公先を飛び出して、近所に住んでいたポリシャンスキーという人物からヴァイオリンの手ほどきを受け、流しの楽士となった。19世紀初頭には演奏家という職業は存在していなかったが、酒場や料理店には「リンツのヴァイオリン弾き」と呼ばれた出稼ぎの楽士が多くおり、田舎風の素朴なワルツを弾いていた。居酒屋の息子だったヨハンは、幼いころから自宅で楽士たちの姿を見て育ったのである。
15歳となった1819年、ヨハンはミヒャエル・パーマーの楽団に入り、3歳年上の楽団員ヨーゼフ・ランナーと仲良くなる。ふたりは正反対の性格であったがすぐに打ち解け、ともに下宿生活をするようになった。ふたりは貧乏だった頃、ひとつのタキシードを共用して演奏会に行ったと伝えられる。ランナーはヴァイオリン奏者であり、楽団ではヨハンもまた彼と同様にヴァイオリンの担当となった。

### ランナーと共に独立

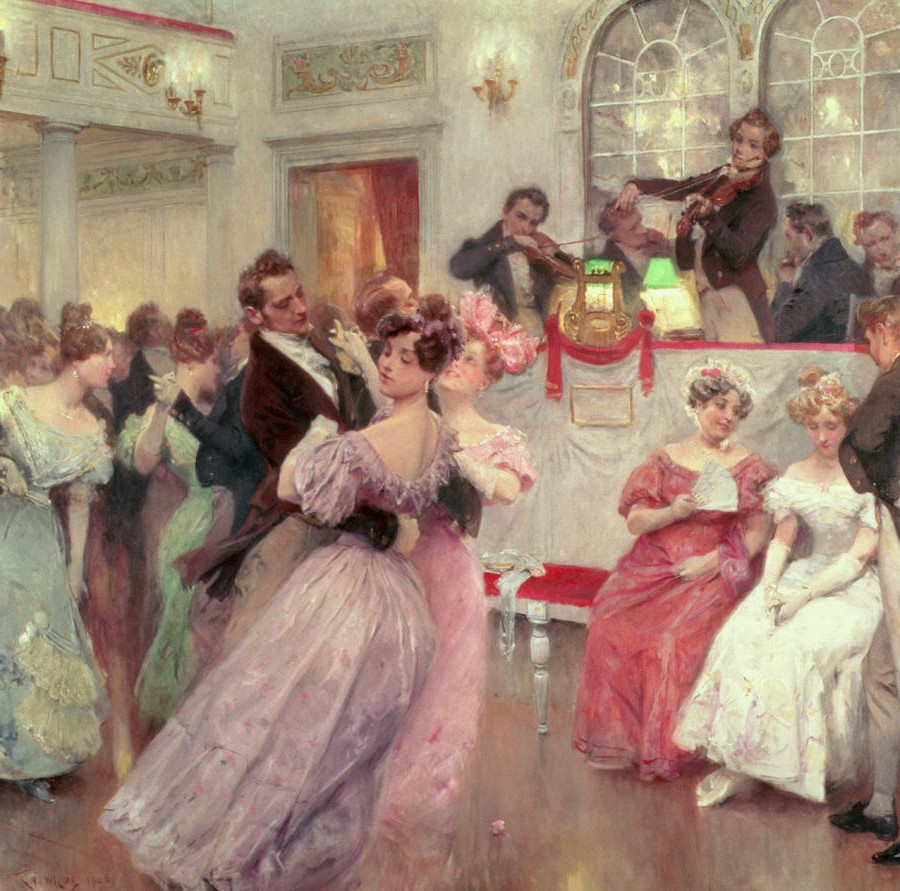
両者の死後に描かれたシュトラウスとランナー。右上の中央でヴァイオリンを演奏しているのがランナー、その2つ左の奏者がヨハン（1906年）

楽団員への給料を自身の飲食代に使ってしまうなどの行為を繰り返す楽団長パーマーに我慢ならず、兄弟子ランナーは独立を決意する。ランナーの勧誘に応じて、ヨハンもパーマーのもとを離れてランナーの楽団に入った。パーマー楽団から独立したヨハンとランナーは、パーマーの楽曲を使えなくなったことから自分で作曲する必要に迫られ、そろって音楽理論を勉強した。
やがてランナーの楽団は師パーマーの楽団を超える絶大な人気を獲得し、出演依頼に完全に応えることができなくなった。そのためランナーは楽団を二つに分け、楽団の片方をシュトラウスに任せるようになった。するとウィーン市民の人気は、ランナーではなくシュトラウスの楽団に集まるようになり、仲のよかった両者の間に暗雲が垂れ込め始めた。
町はずれに住んでいたヨハンは、居酒屋の娘マリア・アンナ・シュトレイムと出会い、男女の仲になる。やがて恋人アンナは妊娠し、それを機に彼女とできちゃった結婚する。結婚のために昇給をランナーに願い出たが、拒否されてしまう。ランナーとの仲は次第に険悪になっていった。またランナーはシュトラウスの作曲したワルツを買い取り、自分の作品として公刊した。まったく根拠が無かったわけではないが、シュトラウスの曲をランナーが盗作したとの噂が立つようになった。

### ワルツ合戦

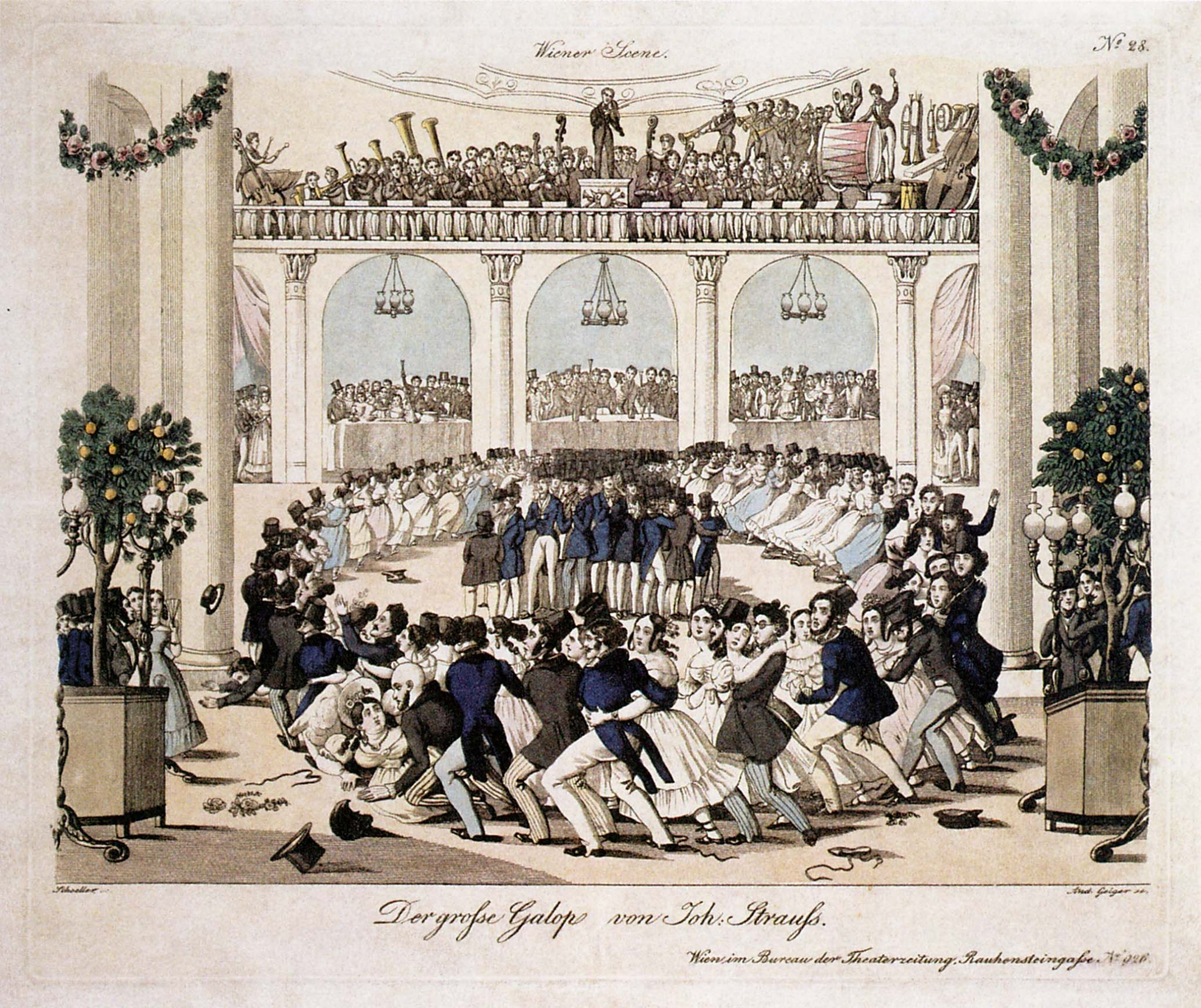
ヨハンの『大ガロップ』を踊る人々（1839年）

ランナーとの対立が決定的となったのは、1828年にウィーン郊外の舞踏場ボックで演奏を行った時である。ランナーとシュトラウスは揃って演奏したが、どういうわけか激しい口喧嘩が始まり、やがてヴァイオリンの弓や譜面台や太鼓のばちが空中を飛び交うありさまとなった。ふたりの関係は完全にこじれ、シュトラウスは自身の楽団を組織して自立した。こうして、世に「ワルツ合戦」と称される両者の激しい競合が始まった。（多くの伝記に書かれている出来事であるが、現場目撃者による記録は存在せず、実際には乱闘事件はなかったとみる向きもある。）
シュトラウスとランナーはウィーンで絶対的な人気を誇り、1829年にワルシャワからやって来たショパンは「ワルツ合戦」の影に隠れて大した注目を集めることができなかった。ショパンは1833年に作曲した最初の自作ワルツ『華麗なる大円舞曲』を当初ウィーンで出版することを望んでいたが、これは断念せざるを得なかった。ショパンはこう呟いた。
| 「 | ウィーンでは太陽は登りたがらない。ランナーとシュトラウス、それに彼らのワルツが、すべてを陰らせてしまうのだ……。 | 」 |

ヨハンとランナーは訣別から3年後の1831年に仲直りをしたが、かつてのような心を開きあった交際に戻ることはできなかった。
ヨハンはヨーロッパ中の大都市に演奏旅行をするようになり、ワルツの人気はとりわけ西ヨーロッパを風靡した。1838年、ヴィクトリア女王の戴冠式に合わせて、ワルツが冷遇されていたイギリスへの演奏旅行を行い、イギリスでもワルツを認めさせたことはヨハンの大きな功績のひとつである。1838年のシュトラウスについて、ベートーヴェンの弟子であったイグナーツ・モシェレスは、「まじめなロンドンの人々でさえも、ヨハン・シュトラウスの虜になっている」と記録している。

### 息子ヨハンのデビュー

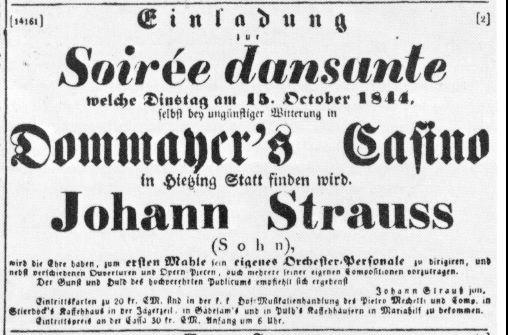
息子ヨハン・シュトラウス2世のデビューコンサート新聞告知（1844年）

1843年、ライバルだったランナーが世を去り、主な舞踏会やコンサートをヨハンが独占することとなった。この時期からヨハンは、ウィーンの『劇場新聞』やベルリンの批評家などから「ワルツ王」と評されるようになった。しかし、翌1844年には自身の息子であるヨハン・シュトラウス2世が音楽家としての活動を開始した。ヨハン2世は父の影響を大いに受けて音楽家になることを夢見ていたのだが、音楽家という職業が浮き草稼業であることを知っていたためにヨハンはそれに猛反対し、息子をむりやり総合技術専門学校（現ウィーン工科大学）に入学させた。しかしヨハン2世は夢を諦めきれず、大学を中退して音楽の勉強をし始めたのであった。
ヨハンは息子の行動に驚き、そのデビューをあらゆる手段を使って妨害しようとした。ウィーン中の名だたる飲食店に圧力をかけてコンサート会場を使わせないようにし、配下の楽団員には息子に味方することを固く禁じ、あげくのはてには新聞記者を買収して息子の中傷記事を書かせようとした。この年、ヨハンは妻アンナと離婚した。
ランナーが死んで「ワルツ合戦」は幕引きとなったが、その翌年から今度はシュトラウス親子の競合の時代が始まった。1846年から47年にかけてシュトラウス親子は、同じオペラに基づく楽曲3曲をそれぞれ作曲した。これらはいずれもカドリーユであることから「カドリーユ対決」と呼ばれる。

### 1848年革命、ラデツキー行進曲

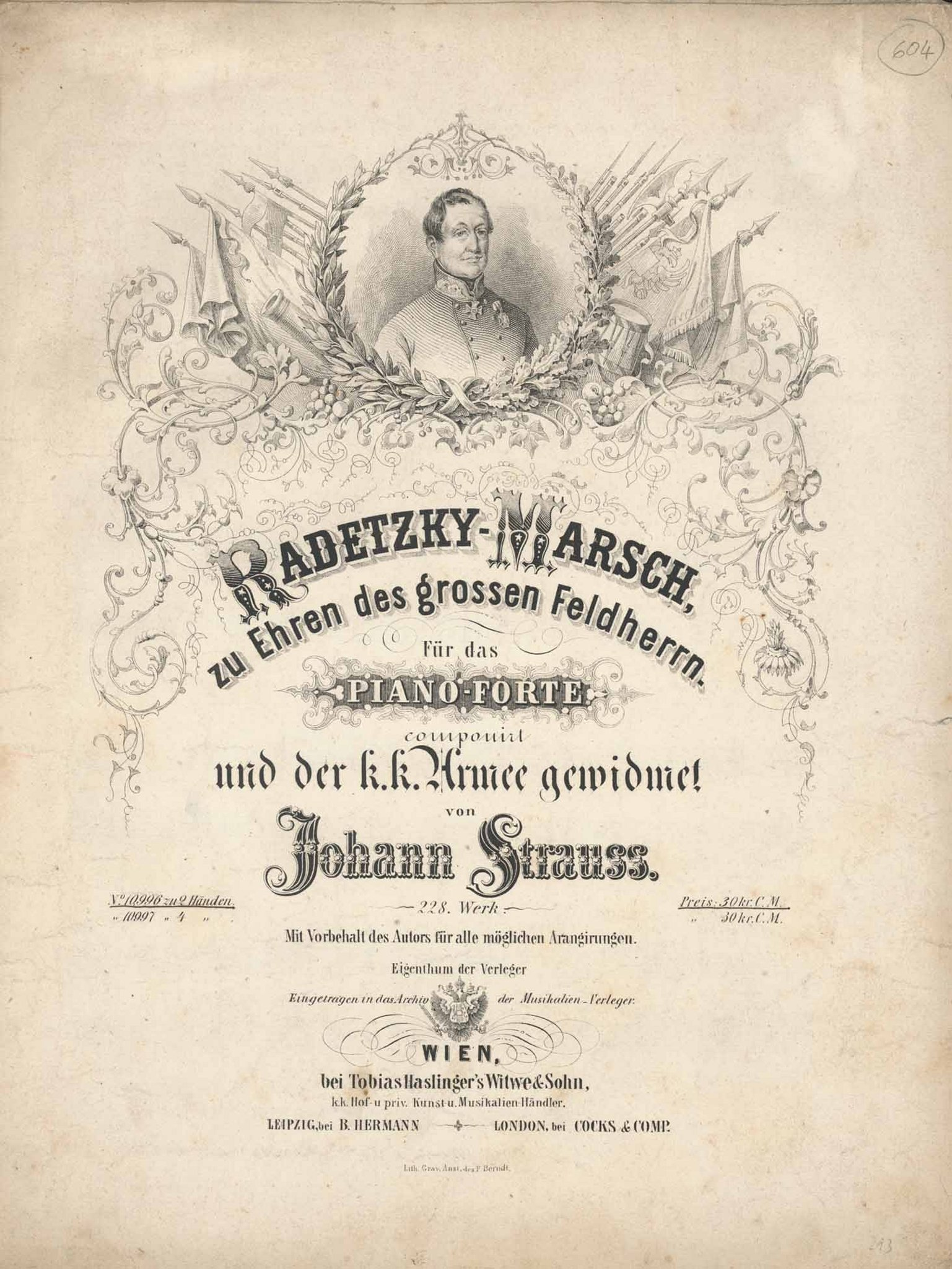
『ラデツキー行進曲』ピアノ譜の表紙絵

1846年、ヨハンは宮廷舞踏会音楽監督に召し上げられた。2年後の1848年、三月革命が勃発した。宮廷舞踏会での役職を持つ身でありながらヨハンは革命側に与し、『自由行進曲』『学生連隊行進曲』などを相次いで発表した。『自由行進曲』の初版ピアノ譜からは、それまで必ず自分の名前とともに併記した「宮廷舞踏会・音楽監督兼指揮者」の肩書を外してすらいる。ヨハンは市民（ブルジョワジー）の一員として、宰相クレメンス・フォン・メッテルニヒの抑圧体制を打破しようとしたのであった。
しかし革命運動はしだいに先鋭化してきて、革命の推進主体が市民から労働者（プロレタリアート）へと変わっていった。彼らはメッテルニヒの抑圧体制を打破しようとするのみならず、君主制の打倒を目指していた。陸軍大臣テオドール・ラトゥール伯爵が殺害されて街灯に吊り下げられるなど、ウィーンはフランス革命後さながらの恐怖政治が展開される一歩手前まで来ていた。この事態にヨハンら市民は恐怖を覚えた。
ヨハンはリベラルな体制を望んではいたが、君主制の打倒を望んでいたわけではなかった。そのため、ヨハンはオーストリア帝国の英雄ヨーゼフ・ラデツキー将軍を讃える『ラデツキー行進曲』を作曲し、革命派からは裏切り者呼ばわりされることとなった。この行進曲のおかげで政府軍の士気は大いに高揚し、「ウィーンを革命から救ったのは、ヨハン・シュトラウスである」とまで言われるようになった。

### 晩年

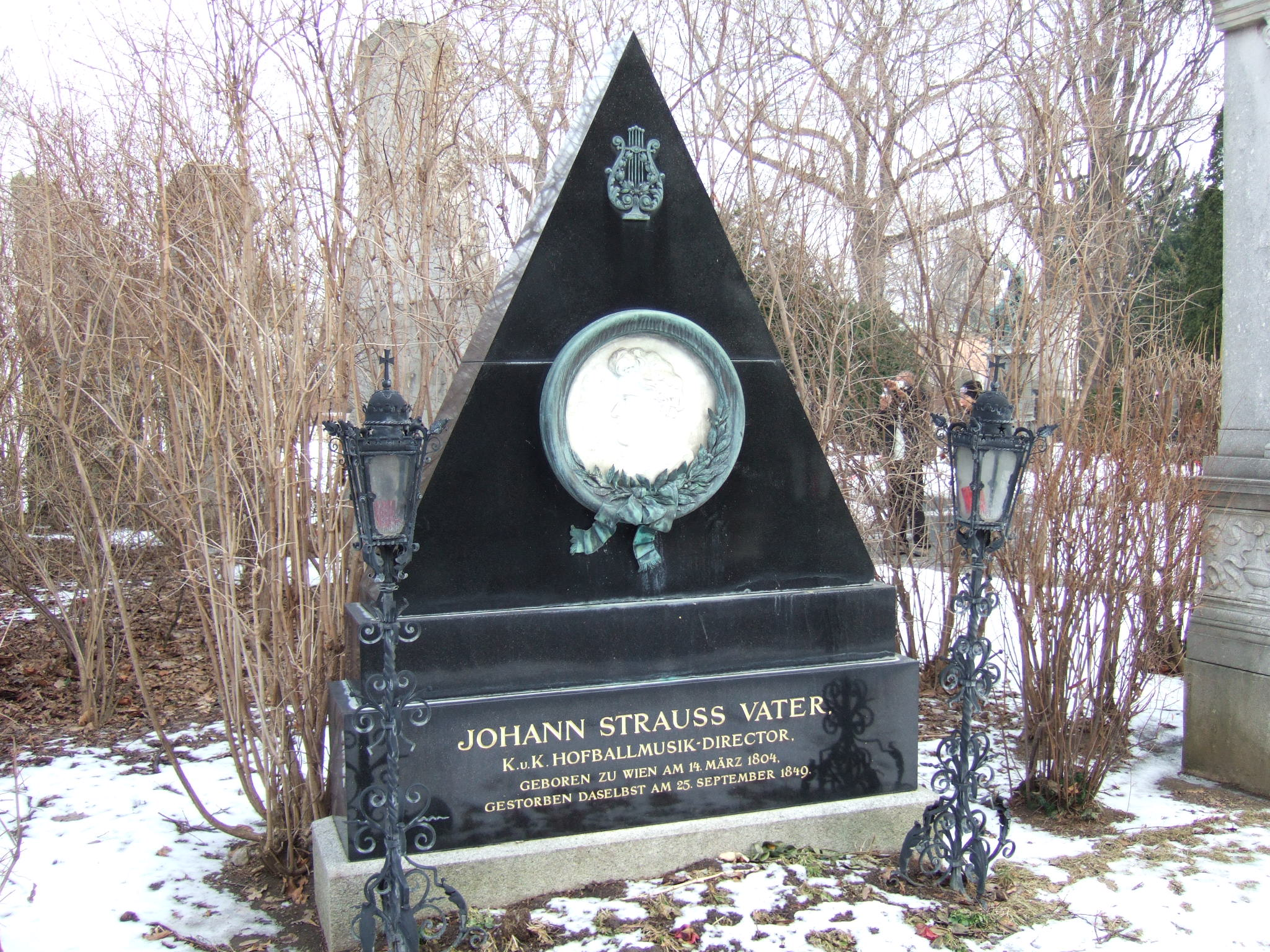
ウィーン中央墓地にある墓所。この墓を大三角形で囲むように息子たち3人の墓がある。左隣にはヨーゼフ・ランナーの墓がある

1849年、前年の革命の影響で閑散としてしまったウィーンでは儲けが少なくなってしまったため、演奏旅行で10年ぶりにイギリスを訪れた。この際にヨハンは、1848年革命によって亡命に追い込まれていたメッテルニヒとロンドンで出会い、彼の前でワルツを指揮した。ウィンナ・ワルツを聴いて懐かしさに感激したメッテルニヒは、ヨハンの手を取って涙ながらに感謝の言葉を述べたという。このイギリスでの演奏旅行の時、ヨハンはしばしば体調不良を訴えた。彼はかなり衰弱していたのである。
イギリスから帰ってきたヨハンは、愛人エミーリエ・トランプッシュのもとに帰った。その時エミーリエに生ませた子のひとりが猩紅熱にかかっており、衰弱していたヨハンはすぐさま感染し、そのまま死んでしまった。このときエミーリエはヨハンの遺体を置き去りにして、持ち運びできる財産をすべて持ったまま去った、という話がまことしやかに語られているが、長期にわたる資産調査でそのような事実は全くないと判明している。
9月27日、ヨハンの棺はシュテファン大聖堂で聖別式を行ってから、「デブリング墓地」にあるランナーの墓のそばに埋葬された。葬列には10万人ものウィーン市民が参列したという。ヨハンの死後、シュトラウス楽団はヨハン2世が継承した。宮廷舞踏会音楽監督の役職はフィリップ・ファールバッハ1世が引き継いだが、やがて1863年にヨハン2世が、さらにその後を1872年に4男のエドゥアルトが引き継いだ。
ヨハン1世とランナーはのちに揃ってウィーン中央墓地に改葬され、元のように隣同士で眠っている。

## 年表
- 1804年：レオポルトシュタットで誕生

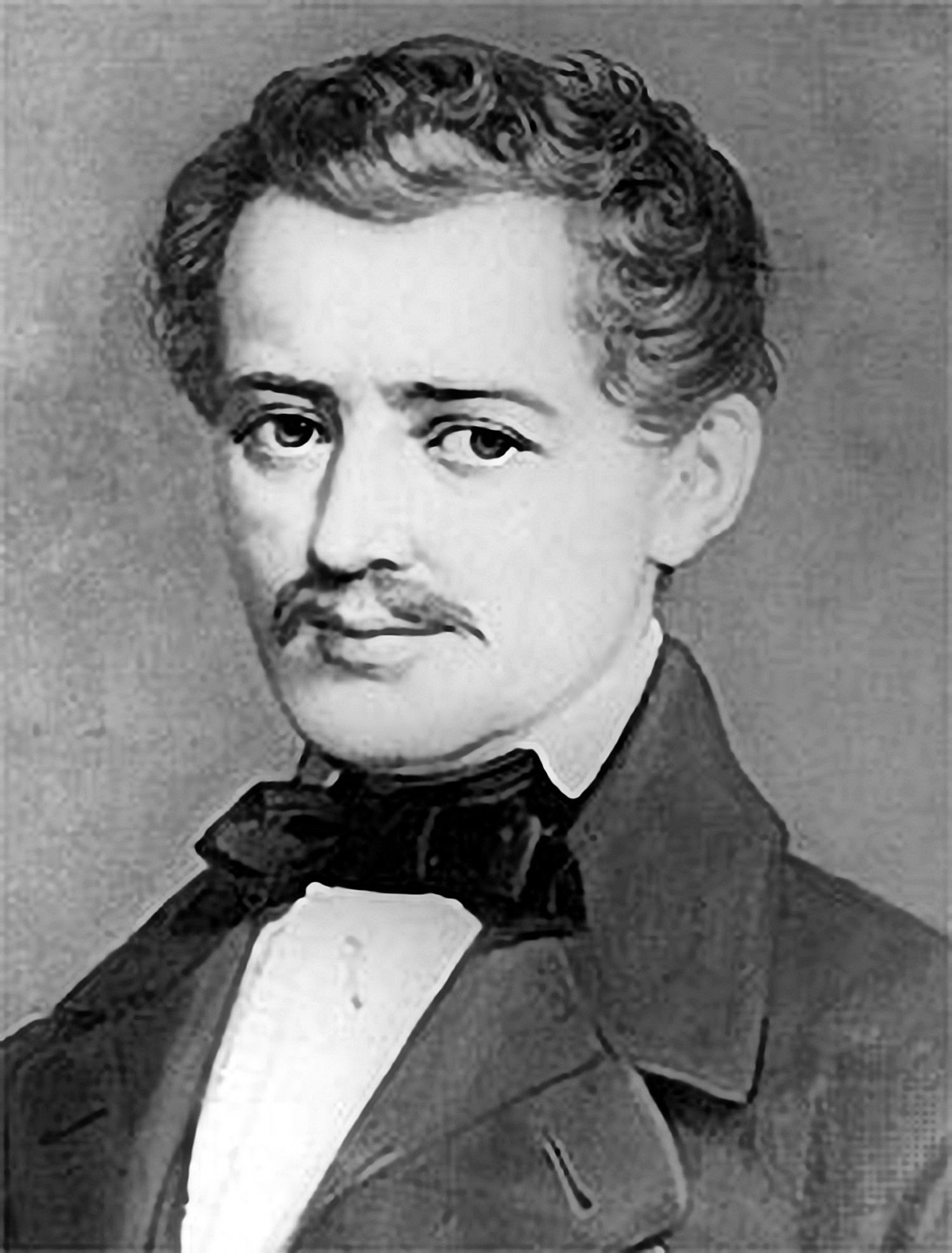
ヨハン・シュトラウス1世。

- 1819年：15歳のときにパーマー楽団に入団、ランナーと出会う
- 1825年：アンナとできちゃった結婚、長男ヨハン誕生
- 1827年：次男ヨーゼフ誕生
- 1828年：ランナーと喧嘩し、独立する
- 1829年：「シュペール」の音楽監督に就任[27]
- 1831年：ランナーと仲直りする
- 1835年：四男エドゥアルト誕生
- 1844年：息子ヨハンが音楽家デビュー、アンナと離婚
- 1846年：宮廷舞踏会音楽監督に就任
- 1848年：1848年革命に加担、やがて離反し、ラデツキー行進曲を発表
- 1849年：イギリスへの演奏旅行、帰国後に死去

## 家族
- 妻マリア・アンナ・シュトレイムとの間に生まれた子女
  - 長男 ヨハン(2世)
  - 次男 ヨーゼフ
  - 三男 フェルディナント
  - 長女 テレーゼ
  - 次女 アンナ
  - 四男 エドゥアルト(1世)
- 愛人エミーリエ・トランプッシュとの間に生まれた子女
  - 三女 エミーリエ・テレジア・ヨハンナ
  - 五男 ヨハン・ヴィルヘルム
  - 四女 クレメンティナ・エミリア・テレジア・エリーザベト
  - 六男 カール・ヨーゼフ
  - 七男 ヨーゼフ・モリッツ
  - 五女 マリア・ウィルヘルミナ
  - 六女 テレサ・カロリーナ
  - 七女 ヴィルヘルミーネ

## 作品

### ワルツ

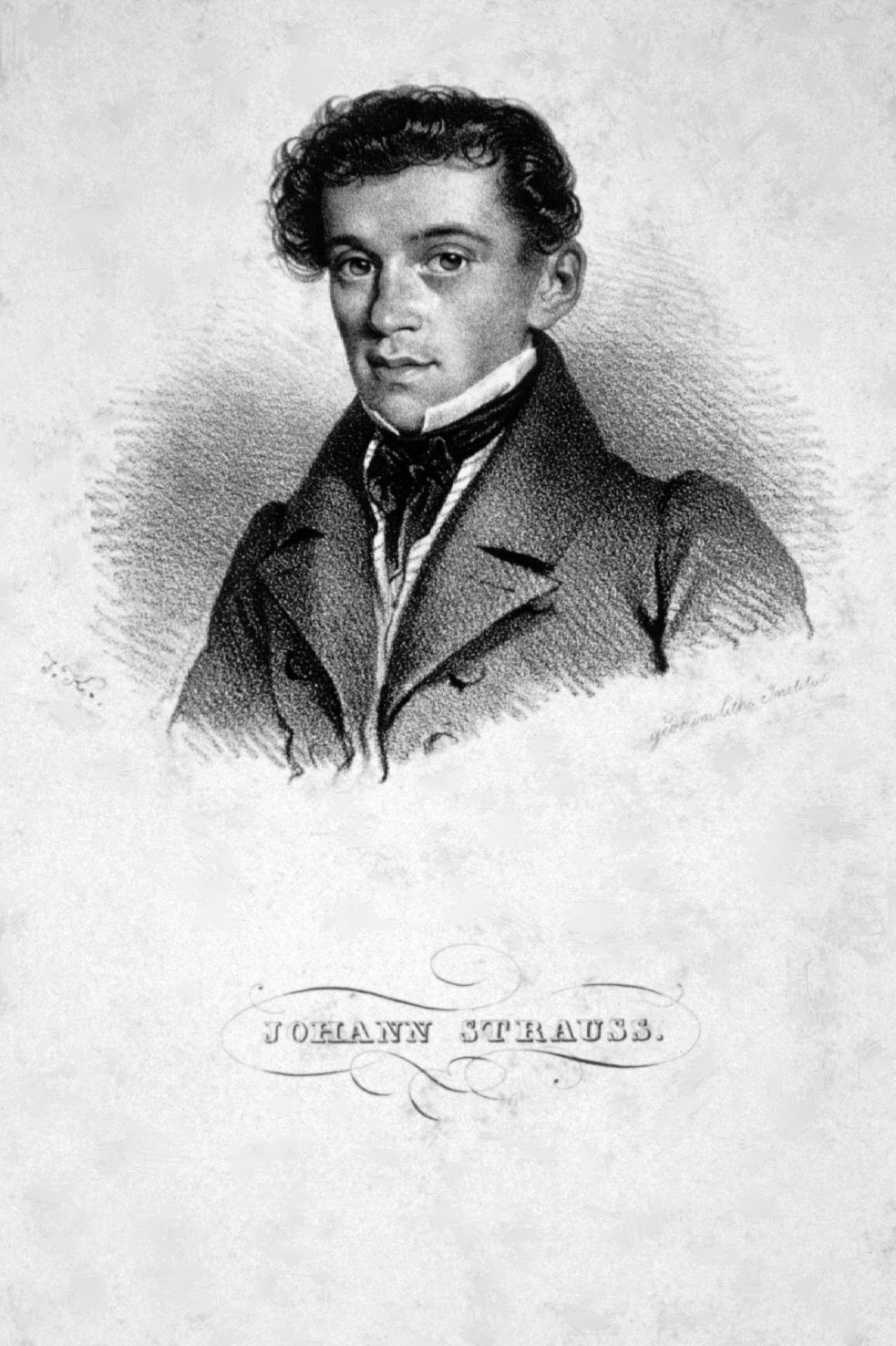
ヨーゼフ・クリーフーバー画（1830年代）

- ヨーゼフ・クリーフーバー画（1830年代）小鳩のワルツ (Täuberln-Walzer) op.1
- ウィーンの謝肉祭 (Wiener Karneval) op.3
- ケッテンブリュッケン・ワルツ (Kettenbrücken-Walzer) op.4
- パガニーニ風ワルツ (Walzer a la Paganini) op.11
- クラップフェンの森 (Krapfen-Waldel) op.12
- 人生は踊り (Das Leben ein Tanz) op.49
- 宮廷舞踏会 (Hofball Tanze) op.51
- インドの舞姫 (Bajaderen) op.53
- エリーザベト・ワルツ (Elisabethen-Walzer) op.71
- うぐいすのワルツ (Philomelen-Walzer) op.82
- パリ (Paris) op.101
- ヴィクトリア女王讃歌 (Huldigung der Ké'migin Victoria von Grossbritannien) op.103
- ロンドン・シーズン・ワルツ (Londoner Saison-Walzer) op.112
- ウィーン情緒 (Wiener Gemüts) op.116
- ミルテのワルツ (Myrthen-walzer) op.118
- ツェツィーリエ・ワルツ (Cäcilien-walzer) op.120
  - ベートーヴェンのクロイツェル・ソナタのモチーフによる
- (テクスト無しの）ドナウ川の歌 (Donaulieder ohne Text) op.127
- ローレライ＝ラインの調べ (Loreley-Rhein-Klänge) op.154
- オーストリアの歓呼の響き (Österreich jubel-klänge) op.179
- 真夏の夜の夢 (Sommernachts-Träume) op.180
- つばめ (Die Schwalben) op.208
- 錬金術師 (Die Adepten) op.216
- アンフィオンの調べ (Amphion-Klänge) op.224
- 天上の夢 (Aether-Träume) op.225
- ゾルゲンブレッヒャー (Sorgenbrecher) op.230
- さすらい人の別れ (Des Wanderers Lebewohl) op.237

### ギャロップ
- シャンペン (Champagne) op.8
- ため息のギャロップ (Seufzer-Galoppe) op.9
- 中国人のギャロップ (Chineser-Galoppe) op.20
- 競馬ギャロップ (Wettrennen-Galoppe) op.29a
- ヴィルヘルム・テル・ギャロップ (Wilhelm tell-Galoppe) op.29b
- 入場ギャロップ (Einzugs-Galopp) op.35
- シュペール・ギャロップ (Sperl-Galopp) op.42
- 旅行ギャロップ (Reise-Galopp) op.85
- 舞踏会の夜のギャロップ (Ballnacht-Galopp) op.86
- 若人の情熱 (Jugendfeuer) op.90
- カチューシャ・ギャロップ (Cachucha-Galopp) op.97
- ヴェルサイユ・ギャロップ (Versailler Galopp) op.107
- ジプシー・ギャロップ (Gitana-Galopp) op.108
- インド人のギャロップ (Indianer-Galopp) op.111
- リストのモチーフによる狂乱のギャロップ (Furioso-Galopp nach Liszt's Motiven) op.114

### ポルカ
- シュペール・ポルカ (Beliebte Sperl-Polka) op.133
- アンネン・ポルカ (Annen-Polka) op.137
- マリアンカ・ポルカ (Marianka-Polka) op.173
- アイゼレとバイゼレ (Eisele und Beisele) op. 202
- ピーフケとプーフケ (Piefke und Pufka) op.235
- アリス・ポルカ (Alice-Polka) op.238
- フレデリーカ・ポルカ (Frederica-Polka) op.239
- エクゼター・ポルカ (Exeter-Polka) op.249

### コティヨン
- フラ・ディアボロ・コティヨン（Fra Diavolo-Cotillons）op.41

### カドリーユ
- 祝典カドリーユ（Jubel-Quadrille）op.130

### 幻想曲
- エルンストの思い出 またはベネチアの謝肉祭（Erinnerung an Ernst oder: Der Carneval in Venedig）op.126

### 行進曲
- オーストリア国防軍行進曲 (Österreichischer-Nationalgarde-Marsch) op.221
- 学生連隊行進曲 (Marsch der Studentenlegion) op.223
- 自由行進曲 (Freiheits-marsch) op.226
- ドイツ統一行進曲 (Marsch des einigen Deutschlands) op.227
- ラデツキー行進曲(Radetzky-Marsch) op. 228
- エリザベート行進曲(Geschwindmarsch nach Motiven aus Quadrillen) AM II,126
  - 本曲は長らく国家人民軍の行進に用いられ、現在でもドイツ連邦軍が使用している。